# 孟宪实
孟宪实（1962年2月—）是中国历史学者，現任中国人民大学历史系、国学院副教授，主要研究领域为隋唐史、敦煌吐鲁番学。
孟宪实是黑龙江省讷河人；1983年，本科毕业于南开大学历史系，毕业后赴新疆师范大学历史系任教。2001年於北京大学获得历史学博士，在南开大学从事历史系博士后研究，著有《敦煌百年》、《汉唐文化与高昌历史》等论著。
2006年12月11日开始，孟宪实在中国中央电视台《百家讲坛》栏目主讲《玄武门之变》， 这是《百家讲坛》第一个唐朝历史节目。 孟宪实还是电视剧《贞观之治》的主要编剧之一。